# Absurd (groupe polonais)
Pour les articles homonymes, voir Absurd.
Absurd est un groupe de punk rock polonais. 

## Biographie
Le groupe est formé à Gliwice en 1984 formé par le guitariste Dariusz Dusza (ex- Death Kliniczna), le chanteur Lumpaja, le bassiste Adam Hagno (qui remplacera Lucjan Gryszka) et la batteuse Marlena. 
Entre 1985 et 1986, le groupe se produit au Grand Festival Róbrege de Varsovie, au Festival de Jarocin, et au Festiwalu Artystycznym Młodzieży Akademickiej (FAMA) et le Świnoujściu de Świnoujście. En 1987, sort le seul single du groupe Zżera mnie dżuma, qui est diffusé sur Rozgłośni Harcerskiej et Programu III Polskiego Radia. Après la séparation d'Absurd, Soul et Gryszka forment le groupe Darmozjady.
En 1996, le label Winter Zine, avec la permission de Dariusz Duszy, sort une cassette live du groupe avec des enregistrements d'archives intitulée Absurd.

## Membres
- Lumpaj – chant
- Dariusz Dusza – guitare
- Lucjan « Lucek » Gryszka – basse
- Marlena – percussions

## Discographie

### Albums studio
- 1996 : Absurd
- 2018 : Anomalia[6]

### Single
- 1987 : Zżera mnie dżuma